# Monte do Trigo
Monte do Trigo é uma povoação portuguesa sede da Freguesia de Monte do Trigo do Município de Portel, freguesia com 107,01 km² de área e 1149 habitantes (censo de 2021), tendo, por isso, uma densidade populacional de 10,7 hab./km².
Tem como santos padroeiros Nossa Sra. das Neves e São Julião. 

## Demografia
A população registada nos censos foi:
| Distribuição da População por Grupos Etários | Distribuição da População por Grupos Etários | Distribuição da População por Grupos Etários | Distribuição da População por Grupos Etários | Distribuição da População por Grupos Etários |
| -------------------------------------------- | -------------------------------------------- | -------------------------------------------- | -------------------------------------------- | -------------------------------------------- |
| Ano                                          | 0-14 Anos                                    | 15-24 Anos                                   | 25-64 Anos                                   | > 65 Anos                                    |
| 2001                                         | 193                                          | 168                                          | 645                                          | 239                                          |
| 2011                                         | 170                                          | 126                                          | 653                                          | 291                                          |
| 2021                                         | 139                                          | 114                                          | 585                                          | 311                                          |

## Património
- Covento da Atalaia (ruínas)
- Igreja de S. Julião